# Manuel Carrascalão
Manuel Guterres Viegas Carrascalão CvMAI (Ataúro, 16 de dezembro de 1933 — Díli, 11 de julho de 2009) foi um parlamentar português e indonésio e defensor da independência de Timor-Leste, tendo sido uma das figuras proeminentes da consulta popular de autodeterminação em 1999, ao ponto de a sua casa ter sido atacada pelas milícias Aitarak, sob comando de Eurico Guterres, opositor da independência Maubere.
De seguida sucedeu a Xanana Gusmão na liderança do Conselho Nacional da Resistência Timorense, a coligação independentista timorense. Tinha 11 irmãos, sendo o mais velho, e entre eles estavam João Viegas Carrascalão, fundador da União Democrática Timorense e candidato presidencial em 2007, e Mário Viegas Carrascalão, que fundou o Partido Social Democrata de Timor-Leste.
A 22 de Maio de 1952, com apenas 18 anos, foi feito Cavaleiro da Ordem Civil do Mérito Agrícola e Industrial Classe Agrícola.
Morreu no dia 11 de Julho de 2009, no Hospital Nacional Guido Valadares, em Díli, na sequência de uma embolia cerebral.